# Krzysztof Zagrodzki
Krzysztof Jerzy Zagrodzki, także Christophe Zagrodzki (ur. 18 sierpnia 1942 w Gołąbkach, pow. Pruszków) – polski i francuski historyk sztuki, redaktor, autor wielu publikacji, konsultant.

## Życiorys
Syn Henryka Zagrodzkiego, inżyniera chemika, i Janiny Zagrodzkiej-Kawa, tłumaczki i poetki. Synowie: Maciej (Mathieu), politolog, i Marcin (Martin), tłumacz.

W latach 1963–1971 mieszkał w Norwegii, gdzie studiował muzykologię i historię sztuki na Uniwersytecie w Oslo. Jako krytyk muzyczny wieloletni współpracownik „Jazzu”, „Jazz Forum” i „Jazz Forschung”. Po przeprowadzce do Paryża w 1971 roku, studiował historię sztuki na Sorbonie, gdzie uzyskał tytuł magistra.

W 1974 rozpoczął pracę w paryskim Musée d’Arts Décoratifs, uczestnicząc następnie w tworzeniu Muzeum Plakatu i Reklamy (Musée de l’Affiche et de la Publicité), w którym był kustoszem przez 16 lat. Współpracował z instytucjami i muzeami jak: Musée d’Art Moderne w Paryżu, Centrum Pompidou w Paryżu, Instytut Francuski w Mediolanie, Bauhaus Archiv w Berlinie, Muzeum Plakatu w Wilanowie i Poznaniu, Muzeum Plakatu w Aarhus w Danii, Muzeum Plakatu w Tuluzie, Muzeum Królowej Zofii w Madrycie. Prowadził wykłady i odczyty z zakresu historii plakatu. Był autorem wielu publikacji i komisarzem wystaw jak „Savignac”, „L’Automobile et la Publicité”, „Mucha: Collection Ivan Lendl”, „Le Peintre & l’Affiche”. Współzałożyciel stowarzyszenia Ars Publica i czasopisma „Signes”. Był korespondentem czasopism „Idea” (Japonia), „Affiche” (Holandia), „Plakat Journal” (Niemcy). Członek jury konkursów na plakat we Francji i w Polsce.

Od lat 90. XX w. jest licencjonowanym rzeczoznawcą francuskich domów aukcyjnych w zakresie malarstwa, grafiki i rzeźby, specjalizując się w sztuce związanej ze środowiskiem École de Paris, polskim, środkowoeuropejskim i rosyjskim. Publikuje artykuły, książki oraz teksty do katalogów wystaw poświęconych artystom środowiska Szkoły Paryskiej.

## Wybrane publikacje
- Le Livre de l’Affiche (av. R. Bargiel), Éd. Alternatives, Paris 1985[4]
- Steinlen Affichiste (av. R. Bargiel), Éd. Du Grand-Pont, Lausanne 1986 [tłumaczenie niemieckie]: Éd. Wasmuth, Tübingen 1987
- Les Affiches, Ed. Alternatives, Paris 1997[4]
- Le Train à l’Affiche (avec F. Camard), Éd. La Vie du Rail, Paris 1989
- Loupot, Le Cherche Midi, Paris 1998
- Hayden (av. Philippe Chabert), Fragments Editions, Paris 2005
- Mistrzowie Ecole de Paris. Alicja Halicka, Muza, Warszawa 2011[5]
- Henri Hayden (1883-1970), Bibliothèque Polonaise, Paris 2013[6]

Źródło: 